# Nebag
Die Nebag (ursprünglich Nebenwerte-Beteiligungen AG) mit Sitz in Zürich ist eine 1996 gegründete Schweizer Beteiligungsgesellschaft.
Sie ist an der Schweizer Börse SIX Swiss Exchange kotiert und investiert in so genannte Nebenwerte, die ihren Sitz in der Schweiz haben. Zum einen verfolgt das Unternehmen mit substanziellen Kapitalbeteiligung eine aktive Einflussnahme im Verwaltungsrat ihrer Kernbeteiligungen. Ergänzend werden finanzielle Beteiligungen an einer Mehrzahl weiterer Unternehmen geführt. Nebag strebt eine Ausschüttungsquote von mindestens 4 % des inneren Werts an. 